# Milan Cheylov
Milan Cheylov est un réalisateur canadien de série télévisée.

## Filmographie
- 1990 : He Ain't Heavy
- 1992 : Jimmy's Coming
- 1992 à 1994: Street Legal (en)
  - Saison 7 épisode : 8, 11, 15
  - Saison 8 épisode : 1, 3, 6, 9, 15, 17
- 1994 : Side Effects - Saison 1 épisode : 1, 3
- 1995 : Under My Skin
- 1996 : Handel's Last Chance
- 1996 - 1997 : Psi Factor, chroniques du paranormal
  - Saison 1 épisode : 5, 7, 16, 19
  - Saison 2 épisode : 1, 2
- 1997 à 1999 : Invasion planète Terre
  - Saison 1 épisode : 7, 12, 15, 19, 20
  - Saison 2 épisode : 13
- 2000 : Deep in the City - Saison 2 épisode : 10, 14
- 2000 : The War Next Door - Saison 1 épisode : 6, 7
- 2000 : Sydney Fox, l'aventurière - Saison 2 épisode : 8, 10
- 2001 : Leap Years - Saison 1 épisode : 4
- 2001 : Tous les pois sont rouges - Saison 1 épisode : 1
- 2001 à 2004 : The Chris Isaak Show
  - Saison 1 épisode : 4, 15
  - Saison 2 épisode : 1, 5, 9, 11
  - Saison 3 épisode : 5, 6
- 2002 : Street Time (it) - Saison 1 épisode : 10
- 2002 : Odyssey 5 - Saison 1 épisode : 10
- 2002 : Monk - Saison 1 épisode : 12
- 2002 : Mutant X - Saison 2 épisode : 2
- 2003 : Missing : Disparus sans laisser de trace - Saison 1 épisode : 12
- 2003 : Jeremiah - Saison 2 épisode : 13
- 2003 - 2004 : Jake 2.0 - Saison 1 épisode : 4, 13
- 2004 : Dead Like Me - Saison 2 épisode : 3
- 2004 - 2005 : Kevin Hill  - Saison 1 épisode : 11, 16
- 2005 : Les 4400 - Saison 2 épisode : 8
- 2005 : Beautiful People - Saison 1 épisode : 5
- 2005 : Réunion : Destins brisés - Saison 1 épisode : 9
- 2006 : Angela's Eyes - Saison 1 épisode : 2
- 2006 : Heartland - Saison 1 épisode : 5
- 2006 à 2008 : Las Vegas
  - Saison 3 épisode : 20
  - Saison 4 épisode : 3, 11
  - Saison 5 épisode : 3, 12

- 2007 à 2009 : Prison Break
  - Saison 3 épisode : 3
  - Saison 4 épisode : 3, 20
- 2007 à 2014 : 24 Heures chrono
  - Saison 6 épisode : 5, 6
  - Saison 7 épisode : 7, 8, 9, 10
  - Saison 8 épisode : 3, 4, 7, 8, 13, 14, 17, 18, 21, 22
  - Saison 9 épisode : 9, 10
- 2008 : La Loi de Canterbury - Saison 1 épisode : 4
- 2008 : Terminator : Les Chroniques de Sarah Connor - Saison 2 épisode : 7
- 2008 : Le Retour de K 2000 - Saison 1 épisode : 9
- 2009 : Lie to Me - Saison 1 épisode : 12
- 2009 à 2014 : Bones
  - Saison 4 épisode : 21
  - Saison 6 épisode : 2, 15
  - Saison 8 épisode : 9, 13
  - Saison 9 épisode : 15, 21
  - Saison 10 épisode : 4
- 2010 : Night and Day
- 2010 : Dexter - Saison 5 épisode : 4
- 2010 - 2011 : The Event - Saison 1 épisode : 5, 7, 19
- 2011 : Chuck - Saison 4 épisode : 12
- 2011 : Super Hero Family - Saison 1 épisode : 19
- 2011 : Los Angeles, police judiciaire - Saison 1 épisode : 18
- 2011 : Person of Interest - Saison 1 épisode : 8
- 2012 : The Finder - Saison 1 épisode : 9
- 2012 : Awake - Saison 1 épisode : 12
- 2012 - 2013 : Once Upon a Time
  - Saison 1 épisode : 12, 21
  - Saison 2 épisode : 3, 12, 19
- 2012 - 2013 : Touch
  - Saison 1 épisode : 5
  - Saison 2 épisode : 5, 12
- 2012 - 2013 : Rizzoli and Isles
  - Saison 3 épisode : 9
  - Saison 4 épisode : 6
- 2013 : Body of Proof - Saison 3 épisode : 12
- 2013 - 2014 : Marvel : Les Agents du SHIELD - Saison 1 épisode : 3, 18
- 2014 : The 100 - Saison 1 épisode : 5
- 2014 : Gang Related - Saison 1 épisode : 6, 12
- 2014 : Legends - Saison 1 épisode : 9
- 2014 : Scorpion - Saison 1 épisode : 7